# فرودگاه تنینته خنرال خراردو پرز پیندو
فرودگاه تنینته خنرال خراردو پرز پیندو (به انگلیسی: Tnte. Gral. Gerardo Pérez Pinedo Airport) (به زبان بومی: Aeropuerto Teniente General Gerardo Pérez Pinedo) یک فرودگاه همگانی است که یک باند فرود آسفالت دارد و طول باند آن ۱۵۰۴ متر است. این فرودگاه در کشور پرو قرار دارد و در ارتفاع ۲۲۹ متری از سطح دریا واقع شده است.